# Klaus Eschenburg
Klaus Alfred August Hermann Franz Gustav Eschenburg (* 6. Januar 1913 in Danzig-Langfuhr; † 20. März 1973 in Bonn) war ein Brigadegeneral und Angehöriger der Organisation Gehlen und des Bundesnachrichtendienstes.

## Leben

### Reichswehr und Wehrmacht
Eschenburg, Sohn eines Oberst, trat am 1. April 1932 als Offizieranwärter beim Reiter-Regiment 5 in Stolp (Pommern) in die Reichswehr ein. Von November 1938 bis August 1939 war er Schwadronchef der 3. Schwadron des Kavallerie-Regiments 10 in Torgau und von April 1941 bis Februar 1942 Taktiklehrer an der Schule für Schnelle Truppen in Krampnitz (1957 eingemeindet nach Potsdam). Von März bis Mai 1942 war er als Teil der Führerreserve zum XXXXIV. Armeekorps kommandiert, wo er in den Räumen Donezk und Isjum in der damaligen Sowjetunion eingesetzt war, und absolvierte von Juni 1942 bis August 1942 den 6. Generalstabslehrgang an der Kriegsakademie in Berlin. Danach war er von 29. August 1942 bis 19. August 1943 Zweiter Generalstabsoffizier der 258. Infanterie-Division, mit der er in den Räumen Gschatsk und Orel in der Sowjetunion war. Währenddessen wurde er am 24. Dezember 1942 zum Generalstab kommandiert und am 20. April 1943 in den Generalstab versetzt. Vom 20. August bis 2. September 1943 war er in der Führerreserve und wurde vom 3. September 1943 bis 4. Oktober 1943 zum Generalquartiermeister Abteilung Versorgungsführung kommandiert. Ab 5. Oktober 1943 war er dorthin versetzt, bevor er am 1. August 1944 erneut in die Führerreserve und am 15. August 1944 als Erster Generalstabsoffizier zur 36. Infanterie-Division (mot.), später umbenannt in 36. Volksgrenadier-Division, versetzt wurde, die in der Eifel, in der Saarpfalz und in Franken eingesetzt war. Im Mai 1945 kam er in Kriegsgefangenschaft.

### Organisation Gehlen und Bundesnachrichtendienst
1946 wurde Eschenburg Angestellter der Organisation Gehlen. Als diese am 1. April 1956 zum Bundesnachrichtendienst wurde, wurde Eschenburg Angehöriger des Bundesnachrichtendienstes. Ebenfalls 1956 wurde er als Major in ein Wehrdienstverhältnis berufen, wechselte aber nicht in den Geschäftsbereich des Bundesministeriums der Verteidigung, sondern blieb als Soldat im Bundesnachrichtendienst. 1969 wurde er zum Brigadegeneral ernannt. Zuletzt leitete er das Bonner Verbindungsbüro („Büro Vogt“) des Bundesnachrichtendienstes, der seine damalige Zentrale in Pullach i. Isartal hatte. In der Organisation Gehlen und im Bundesnachrichtendienst führte er den Decknamen Klaus Torgau. Eine Woche bevor er in den Ruhestand versetzt werden sollte, verstarb Eschenburg am 20. März 1973 in Bonn.

## Auszeichnungen
- Eisernes Kreuz I. Klasse